# Ichneumon sublunatus
Ichneumon sublunatus là một loài tò vò trong họ Ichneumonidae.